# 下龍大學
21°01′10″N 106°48′54″E / 21.0195796°N 106.814874°E
下龙大学（越南语：／）是一所位于越南广宁省的公办本科大学，学校由广宁省人民委员会举办，并在该省下龙市及汪秘市办学。

## 历史沿革
下龙大学的前身包括位于今汪秘市的广宁师范高等专科学校以及位于下龙市的下龙文体旅游高等专科学校，在筹备合并初期，学校拟定名称为“广宁大学”，但该名最终没有被采用。2014年10月13日，越南政府副总理武德儋签发政令，决定两所专科学校合并，建立本科层次的下龙大学。

## 现况
下龙大学为广宁省的一所综合性大学，共有本科、专科及留学生在内的各类在校生逾6,000人。